# Havelock (Nouveau-Brunswick)
Ne doit pas être confondu avec Paroisse d'Havelock.
Havelock, ou Havelock Intérieur, est un village du comté de Kings, située au centre du Nouveau-Brunswick. Il est une autorité taxatrice du district de services locaux de la paroisse d'Havelock (Havelock Extérieur).

## Toponyme

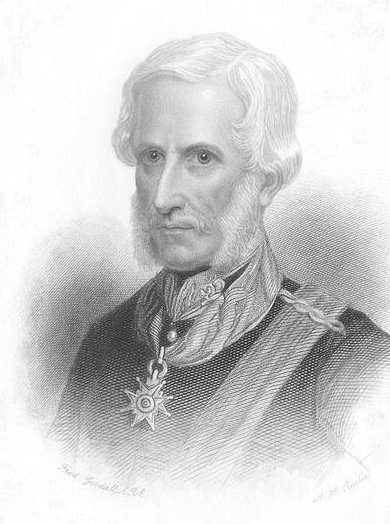
Sir Henry Havelock.

Havelock s'appelait à l'origine Butternut Ridge, à cause de la présence d'une grande quantité de noyer cendré, butternut tree en anglais. Le nom actuel date de 1964 et provient de la présence du village dans la paroisse d'Havelock, elle-même nommée ainsi en l'honneur de Sir Henry Havelock (1795-1857), militaire britannique.

## Histoire
Havelock est fondé vers 1810, sous le nom Butternut Ridge, par des colons originaires de New Canaan, dans la paroisse de Brunswick. Plusieurs hameaux limitrophes, dans la paroisse d'Havelock, sont fondés par la suite par des résidents du hameau d'Havelock.

## Démographie
| 2001  | 2006  | 2011  | 2016  |
| ----- | ----- | ----- | ----- |
| 1 190 | 1 189 | 1 158 | 1 061 |

## Administration

### Représentation et tendances politiques
Nouveau-Brunswick: Havelock fait partie de la circonscription provinciale de Petitcodiac, qui est représentée à l'Assemblée législative du Nouveau-Brunswick par Sherry Wilson, du Parti progressiste-conservateur. Elle fut élue en 2010.
 Canada: Havelock fait partie de la circonscription fédérale de Fundy Royal, qui est représentée à la Chambre des communes du Canada par Rob Moore, du Parti conservateur. Il fut élu lors de la 38e élection générale, en 2004, puis réélu en 2006 et en 2008.

## Vivre à Havelock
L'école publique d'Havelock accueille les élèves de la maternelle à la 5e année en anglais. Elle fait partie du district scolaire 2. Havelock possède aussi une caserne de pompiers.
Havelock possède un aérodrome public, dont le code OACI est CCX3. Il possède une piste en gazon longue de 2 860 pieds.
L'église St. Paul's est une église anglicane.

## Culture

### Personnalités
- William Henry Price (1839-1930), médecin et auteur, né à Havelock.